# Preah Vihear (Provinz)
Die Provinz Preah Vihear (Khmer ព្រះវិហារ, IPA: preə̯̆h ʋihiə) liegt im Norden Kambodschas. 
Preah Vihear hat 254.827 Einwohner (Stand: Zensus 2019). 2017 betrug die Einwohnerzahl 202.500.

## Verwaltung
Die Provinz Preah Vihear wird in diese sieben Bezirke unterteilt:
| Geocode | Khmer      | Bezirksnamen     |
| ------- | ---------- | ---------------- |
| 1301    | ស្រុកជ័យសែន    | Chey Saen        |
| 1302    | ស្រុកឆែប      | Chhaeb           |
| 1303    | ស្រុកជាំក្សាន្ត   | Choam Khsant     |
| 1304    | ស្រុកគូលែន     | Kuleaen          |
| 1305    | ស្រុករវៀង     | Rovieng          |
| 1306    | ស្រុកសង្គមថ្មី  | Sangkom Thmei    |
| 1307    | ស្រុកត្បែងមានជ័យ | Tbaeng Mean chey |

## Sehenswürdigkeiten

### Historische Stätten
- Prasat Preah Vihear – Bekannte Tempelanlage im Norden an der Grenze zu Thailand, sie wurde von Suryavarman I. (1002–50) und Suryavarman II. (1113–50) erbaut. Lange Zeit war dieser Ort nur schwer zugänglich.
- Koh Ker – Die Tempelanlage lässt sich durch eine neu ausgebaute Straße auch gut als Ausflug von Siem Reap aus erreichen.
- Preah Khan – Tempelanlage im Südwesten der Provinz

## Grenzstreitigkeiten
Die exakte Grenzziehung ist zwischen Thailand und Kambodscha umstritten. Bereits mehrfach kam es hier zu bewaffneten Auseinandersetzungen zwischen den Streitkräften beider Länder, die auch Todesopfer forderten.
Siehe Hauptartikel: Grenzkonflikt um Prasat Preah Vihear